# Shaba Games
A Shaba Games foi uma desenvolvedora de videogames fundada em setembro de 1997. Era localizada em São Francisco, Califórnia. Se tornou subsidiária da Activision em 2002. Em 8 de outubro de 2009, a publicadora fecha o estúdio provavelmente por conta do seu mal desempenho com seu último título original Spider-Man: Web of Shadows. 

## Jogos desenvolvidos
| Ano  | Jogo                                          | Plataforma(s)                                    |
| ---- | --------------------------------------------- | ------------------------------------------------ |
| 2000 | Grind Session                                 | PlayStation                                      |
| 2000 | Razor Freestyle Scooter                       | PlayStation                                      |
| 2001 | Mat Hoffman's Pro BMX                         | PlayStation                                      |
| 2001 | Tony Hawk's Pro Skater 3                      | PlayStation                                      |
| 2003 | Wakeboarding Unleashed Featuring Shaun Murray | PlayStation 2, Xbox                              |
| 2005 | Tony Hawk's Underground 2: Remix              | PlayStation Portable                             |
| 2005 | Shrek SuperSlam                               | GameCube, Microsoft Windows, PlayStation 2, Xbox |
| 2006 | Tony Hawk's Project 8                         | PlayStation 2, Xbox                              |
| 2007 | Shrek the Third                               | PlayStation 2, Wii, Xbox 360                     |
| 2008 | Spider-Man: Web of Shadows                    | Microsoft Windows, PlayStation 3, Wii, Xbox 360  |

### Conversões
A Shaba Games também fazia o trabalho de converter jogos que a Activision publicava, são eles:
- Matt Hoffman's Pro BMX convertido para PlayStation e desenvolvido pela Runecraft;
- Tony Hawk's Pro Skater 3 convertido para PlayStation e desenvolvido pela Neversoft;
- Tony Hawk's Project 8 convertido para PlayStation 2 e Xbox e desenvolvido pela Neversoft.